# Чупава поличица
Чупава поличица (лат. Stereum hirsutum) је печурка која расте лети и у јесен на трулом дрвету и сматра се болешћу дрвета. Није јестива нити лековита. Доста је честа и занимљивог је изгледа.

## Сродне врсте
- (нема домаћи назив)
- (нема домаћи назив)
- Ћуранов реп